# Německá selská válka
Německá selská válka (německy Deutscher Bauernkrieg) je tradiční označení pro vlnu původně lokálních selských povstání, která se roku 1524 rozšířila z dnešního jižního Německa, Rakouska a Švýcarska do Švábska, Frank, Alsaska, Durynska a severozápadních Čech (1525) a nakonec i do Saska a Tyrolska (1526). Svoje požadavky formulovali povstalci v tzv. Dvanácti memmingenských artikulích. V současnosti je Německá selská válka interpretována jako projev snahy o rovnoprávné postavení venkovského obyvatelstva ve stavovské společnosti.

## Dějiny pojmu

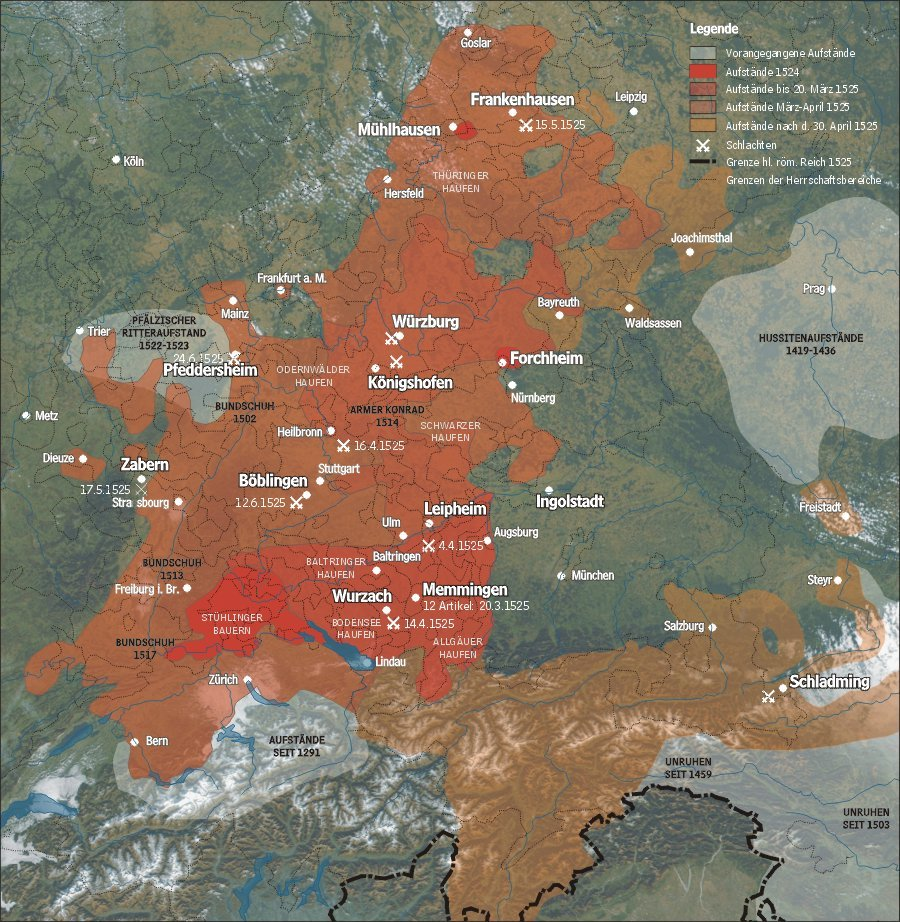
Hlavní území zasažená povstáním

Pojem Německá selská válka vychází z názvu knihy Georga Friedricha Sartoria Versuch einer Geschichte des deutschen Bauernkrieges z roku 1795. Po desetiletí přijímanou náplň dal pojmu ve svém díle Geschichte der großen Bauernkriegs z let 1841–1843 Wilhelm Zimmermann. Interpretoval nepokoje jako německou národní událost, ve které se sedláci pozdvihli proti útisku vrchností.
Ve skutečnosti však sociální nepokoje, které jsou z tradice stále jako Německá selská válka označovány, nebyly jen záležitostí sedláků. Také jejich německý charakter je diskutabilní, protože možná ještě zásadnější roli měly důsledky povstání pro budoucí Rakousko a Švýcarsko. Nakonec i slovo válka je možné relativizovat, protože bojové střetnutí rozhodně nebylo cílem povstalců, kteří naopak usilovali o mír. Autorem v současnosti převažujícího výkladu je historik Peter Blickle.

## Příčiny
Příčiny nespokojenosti sedláků byly rozličné. Počátkem 16. století byla Svatá říše římská národa německého roztříštěná do nepřehledného množství autonomních území. Mnohé problémy venkovského obyvatelstva tedy byly úzce lokální a podmíněné tamní vrchností. Malé jednotky nebyly schopné stimulovat další rozvoj hospodářství, který byl při nárůstu obyvatelstva nutný pro zachování životní úrovně.
Příčiny, jež umožnily koordinaci povstalců na velkém území, však měly obecný charakter a významně se neodlišovaly panství od panství.

### Situace sedláků
Sedláci zajišťovali hlavní část životních nákladů špiček pozdněstředověké společnosti – panovníků, šlechticů, úředníků, patriciů a kléru. Tato vrstva se neustále rozšiřovala a narůstaly i její finanční nároky. Kromě desátku platili poddaní různé daně, cla a poplatky a bývali svými vrchnostmi zavazováni k robotám. K tomu se v mnoha krajích přidalo dělení selských gruntů, které vedlo ke vzniku stále menších usedlostí, jež přestávaly být soběstačné.
Hospodářské problémy, časté neúrody a velký tlak ze strany vrchností zvyšovaly závislost sedláků a místy vedly až ke znevolnění, jehož následkem byl vznik nájemních vztahů a služebností.
Tzv. stará práva, ústně předávané právo, byla v důsledku rostoucí důležitosti psaných dokumentů vrchnostmi zpochybňována a ignorována. Byly odnímány po staletí existující občiny, omezováno nebo rušeno bylo právo pastvy, těžby dřeva, lovu ryb a zvěře.

### Situace v Říši
Vysoká šlechta neměla na zlepšení pozice sedláků zájem, protože by došlo k omezení jejích vlastních privilegií. Nižší šlechta se potýkala s rapidním poklesem svého významu, což vedlo i k povstáním. Se situací se pokoušeli rytíři vyrovnat pomocí loupežnictví, opět většinou na účet sedláků.
Církev byla sama závislá na odvodech poddaných buď přímo jako vrchnost, nebo jako příjemce desátku a církevních poplatků.
Jediná společenská vrstva, u které mohli sedláci zčásti hledat podporu, byla města. Ta ale často postrádala odpovídající sílu a mnohdy byla v závislém postavení vůči šlechtě nebo církvi.

### Reformace
V tehdejší církvi bylo rozšířeno mnoho nepravostí. Duchovní vedli často rozmařilý život z prostředků nadací a odkazů kostelům bohatých i dávek a darů chudých. V Římě panoval nepotismus a simonie, papežové vystupovali jako válečníci, stavebníci a podporovatelé umění.
Tento stav byl kritizován Hansem Böhmem nebo Girolamem Savonarolou a později Martinem Lutherem. Poslední ze jmenovaných přibil roku 1517 na protest proti další odpustkové vlně na vrata wittenberského kostela pověstných 95 tezí. S radikálními názory, že člověk může dojít spasení i bez prostřednictví církve vystoupili Ulrich Zwingli a Tomáš Müntzer. Tím podkopávali autoritu církve a potvrzovali sedlákům, že se klérus vzdálil vlastnímu učení.
Ventilování obecného lidového rozhořčení bylo spojeno s vydání Lutherova díla O svobodě křesťanské (1520), kde píše, že křesťan je pánem nade všemi věcmi a není nikomu poddán, stejně jako s jeho překladem Nového zákona do němčiny. Toto učení umožnilo relativizovat pozici šlechty a kléru. Pro své společenské postavení nenalezli oporu v bibli a proto považovali stávající společenské zřízení za odporující božímu zákonu. Zvířata i rostliny byly stvořeny k užitku lidí, domnívali se tedy, že na ně mají stejný nárok jako šlechta a církev.

## Nositelé povstání
Mnozí rolníci z důvodu mnohostranné závislosti na vrchnostech nevystoupili. Nejvíce byla na změnách zainteresována nejvyšší vrstva vesnické společnosti – rychtáři, vesničtí řemeslníci, stejně jako měšťané drobných venkovských měst, kteří nutili na mnoha místech rolníky podpoře povstání.
Sedláci samotní usilovali především o obnovu svých ztracených práv a o obecný život v bázni boží. Jejich požadavky po zrušení nevolnictví však sahaly na samou podstatu fungování společnosti.

## Předcházející povstání
Neustále se zhoršující situace venkovského obyvatelstva zavdala už mnohokrát před vypuknutím německé selské války příčinu k regionálním povstáním. Roznětkami bývaly často místní problémy.
Mezi velká rolnická povstání před německou selskou válkou bývají řazena:
- od roku 1291 Staré spříseženectvo proti Habsburkům
- 1419-1434 husitské války v Čechách
- 1476 vzpoura Hanse Böhma ve Frankách
- 1478 selské povstání v Korutanech
- 1492 selské povstání v Allgäu
- 1493 spříseženectvo Bundschuh (selských střevíců) v Alsasku
- 1502 spříseženectvo Bundschuh ve Špýru
- 1513 spříseženectvo Bundschuh v Breisgau
- 1514 povstání Chudého Konráda ve Württembersku
- 1515 slovinské selské povstání
- 1517 spříseženectvo Bundschuh ve Schwarzwaldu

V letech bezprostředně předcházejících selské válce docházelo i k povstáním ve městech, v jejichž průběhu solidarizovali měšťané s venkovskými poddanými. Mimo jiné se jednalo o povstání v Erfurtu (1509), Řezně, Brunšviku, Špýru, Kolíně nad Rýnem, Schweinfurtu, Wormsu, Cáchách, Osnabrücku a jinde (1511).
Téměř všechna tato povstání byla násilně potlačena s výjimkou rebelie švýcarských horalů, kdy se podařilo rolníkům uskutečnit svoje cíle a zřídit novou formu společenského správy – spříseženectvo. Jednalo se v podstatě o republiku založenou na kooperaci obcí s širokou autonomií a kolektivním vedením.

## Eskalace
Roku 1524 došlo k novým nepokojům u Forchheimu nedaleko od Norimberka a krátce nato v Mühlhausenu u Erfurtu. V říjnu 1525 se vzbouřili sedláci v Wutachtalu u Stühlingen. O něco později táhlo 3 500 sedláků ve směru na Furtwangen. V horním Švábsku v okolí Bodamského jezera se v únoru a březnu vytvořily tři mohutné ozbrojené selské houfy tvořené několika desítkami tisíc rolníků, měšťanů, duchovních a žoldnéřů.

## Dvanáct artikulí a jednání

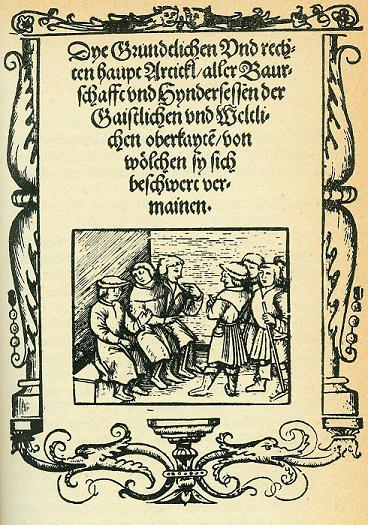
Titulní list letáku se dvanácti artikuly

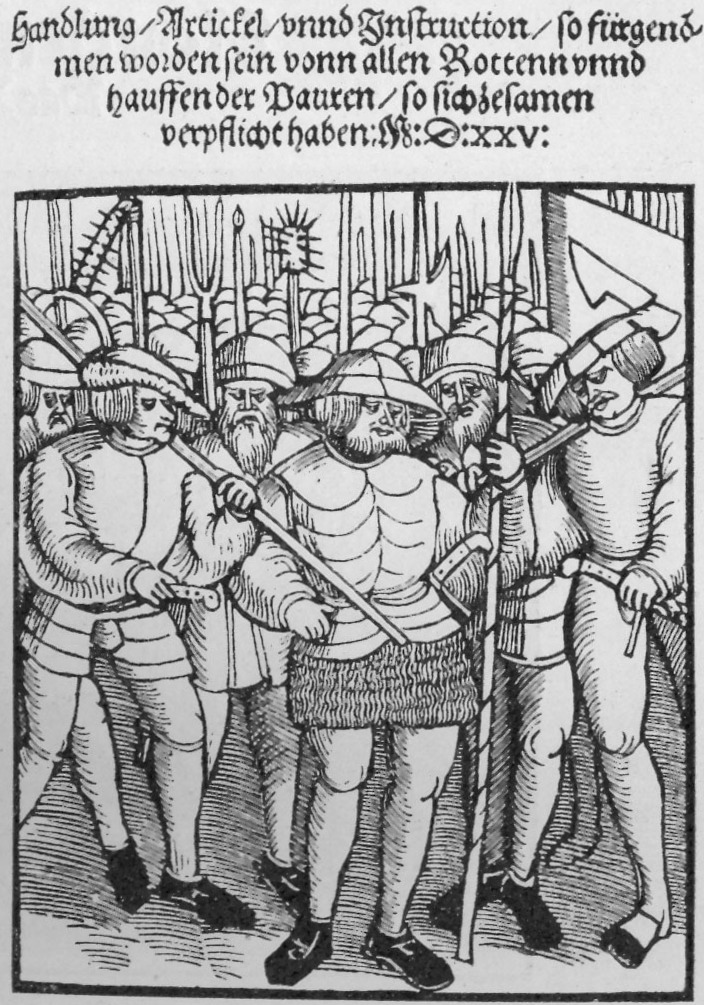
Jak příznivci, tak odpůrci hnutí byli pomocí letáků informováni o obsahu dvanácti artikulů

Hornošvábské houfy usilovaly o zlepšení životních podmínek, nikoliv o válku. Proto vešli do jednání se Švábským svazem (landfrýdem). Zástupci sedláků potřebovali formulovat svoje stanoviska pro jednání a setkali se proto ve městě Memmingen, které s povstalci sympatizovalo. Zde se pokusili artikulovat své požadavky a podložit je argumenty z Bible. 20. března 1525 se shodli na Dvanácti artikulech a uzavřeli spolek. Jednalo se jak o soupis stížností, tak reformní program a politický manifest. Podle vzoru švýcarského založili Hornošvábské spříseženectvo a položili základy spolkového zřízení. Od té doby měly dosud samostatné houfy postupovat jednotně. Brzy poté byly artikule vydány tiskem, což mělo zásadní vliv na šíření hnutí, zejména do jižního Německa a Tyrolska. Po schválení byla započata v Augsburku jednání se Švábským svazem. Vzhledem k množícímu se rabování a dokonce vraždám šlechticů přestal mít Švábský svaz zájem na schválení ujednání. S podporou augsburské obchodnické rodiny Fuggerů byl Georg Truchsess von Walburg-Zeil pověřen postavením armády, která by sedláky porazila.
Projednávání Dvanácti memmingenských artikulů bylo vrcholem selské války. Požadavky byly poprvé jednotně formulovány a vzápětí také vytištěny. Sedláci poprvé jednotně vystoupili proti vrchnostem – dosavadní povstání ztroskotala na rozpolcenosti a neochotě k vzájemné podpoře. Bez povšimnutí také nesmí zůstat fakt, že pokud by sedláci nevešli do jednání se Švábským svazem, ale pokračovali v obsazování území, byli by daleko hůře porazitelní a jejich požadavky by byly brány vážněji.
12 artikulů obsahovalo mj. tyto požadavky:
- zrušení nevolnictví
- zrušení malého desátku
- volný lov zvěře i ryb, stejně jako volná těžba dřeva
- navrácení odňatých občin a obecních lesů
- svobodná volba farářů obcí
- omezení robot
- vykonávání zbylých robot pouze za náhradu
- zamezení zvůli při trestech

## Průběh povstání

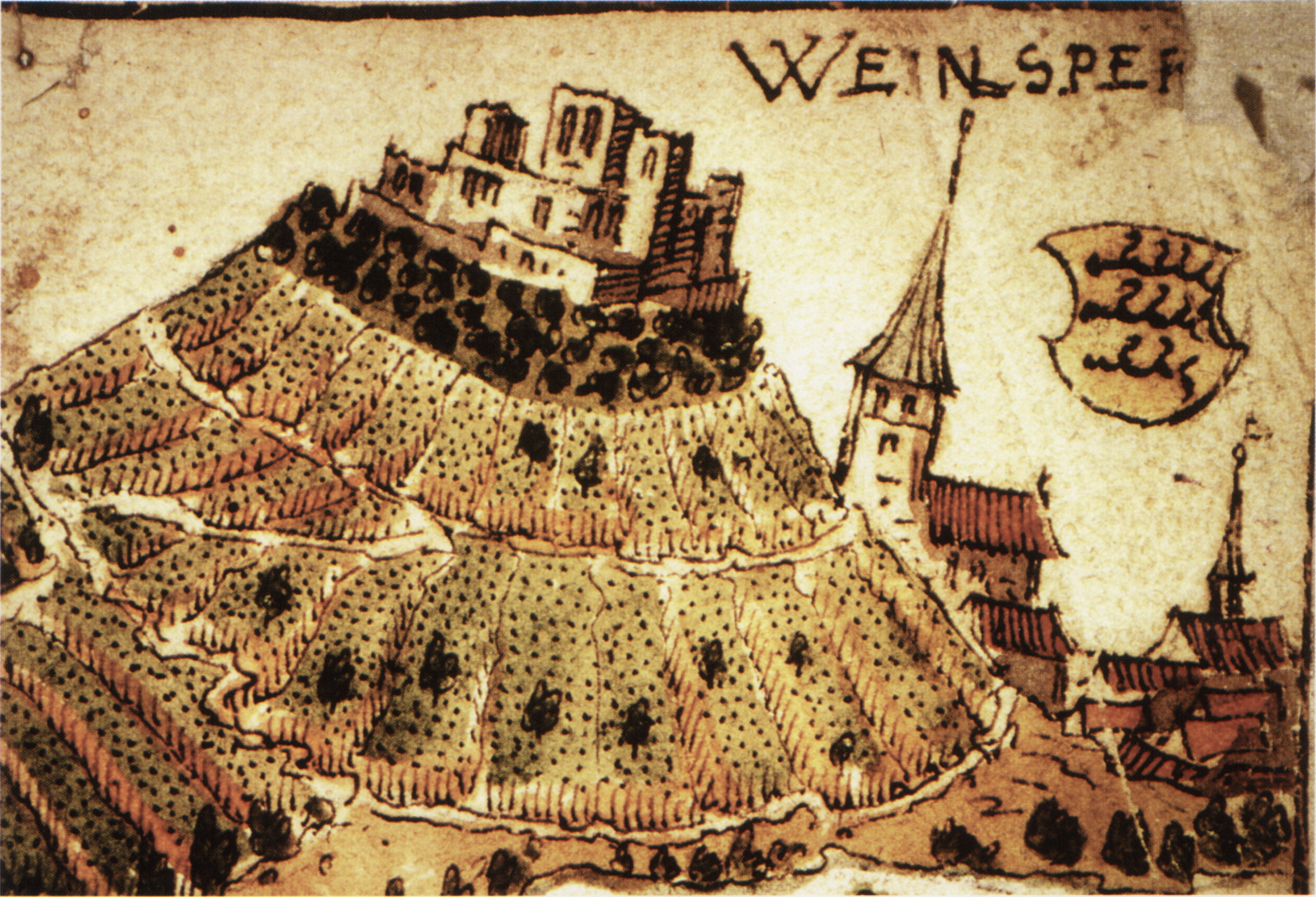
Ilustrace hradu u Weinsbergu, obklopeného vinicemi. U Weinsbergu sedláci hrad přemohli a zmasakrovali šlechtické statkáře.

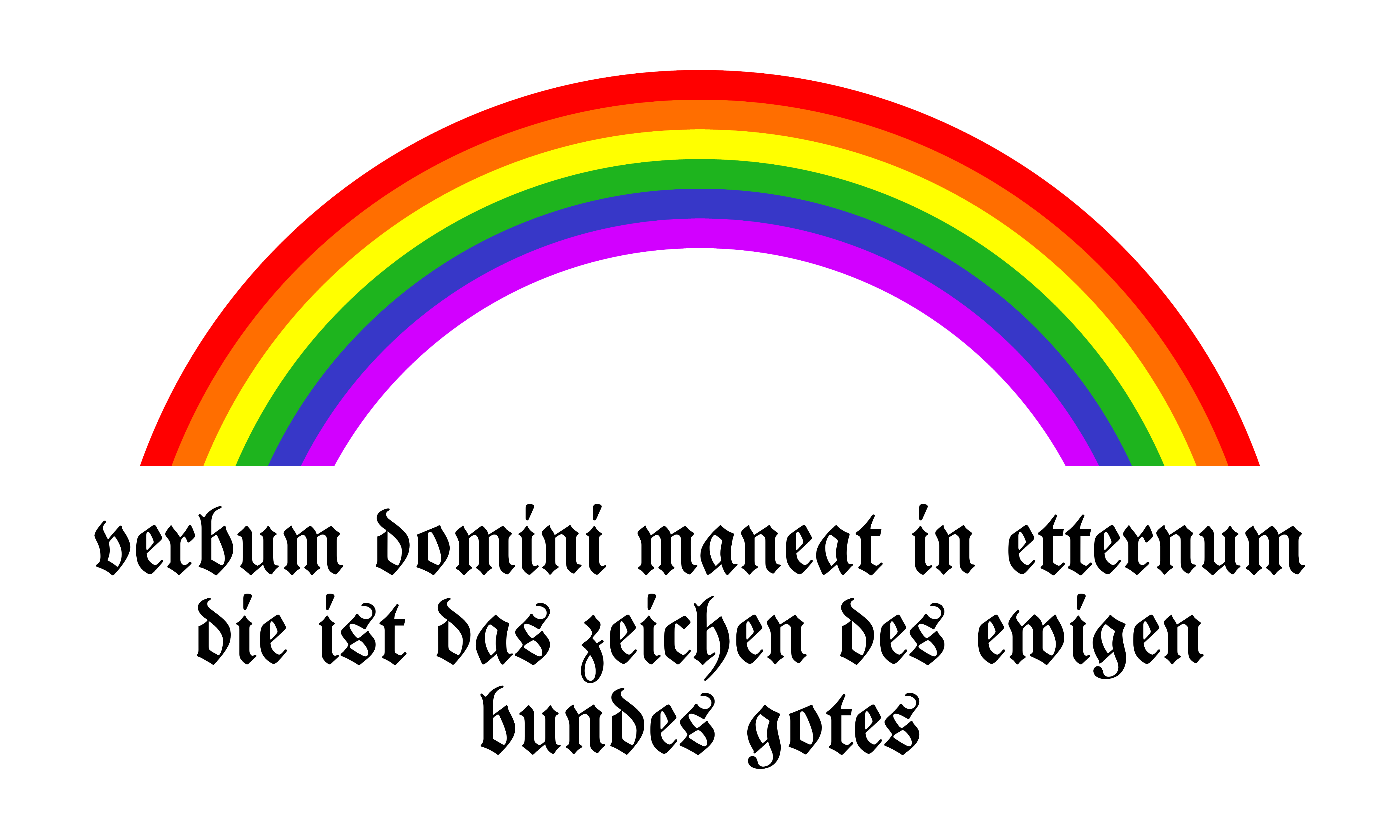
Vlajka sedláků

Koncem března 1525 se u Ulmu sešlo Waldburg-Zeilovo vojsko. Nedaleko u Leipheimu se okolo kazatele Jakoba Weheho sešlo na pět tisíc rolníků, kteří v širokém okolí ničili kláštery a šlechtická sídla. Vojsko Švábského svazu zamířilo tedy nejprve tam a rozprášilo několik skupin sedláků. 4. dubna došlo k první velké bitvě u Leipheimu, kde byly houfy poraženy. Město Leipheim muselo zaplatit pokutu a Wehe byl spolu s dalšími vůdci popraven.
Začátkem dubna se srotili také rolníci v údolí Neckaru a v Odenwaldu pod vedením Jäckleina Rohrbacha. Na Velikonoce (16. dubna) nechal horkokrevný Rohrbach ubodat císařova zetě Ludwiga von Helfenstein, který byl mezi sedláky krajně neoblíbený. Tento čin je označován jako Weinsberská vražda. Zde byl vytvořen obraz plundrujících a vraždících sedláků a aktem byl legitimizován odpor šlechticů, kteří se jim postavili. Za trest bylo město Weinsberg vypáleno a Jäcklein Rohrbach upálen. Po Weinsberské vraždě se neckalthalské a odenwaldské houfy sjednotily taubertalskými, vedenými šlechticem Florianem Geyerem, do Světlých houfů. Zhruba 12 000 mužů se obrátilo pod vedením hejtmana Götze von Berlichingen proti mohučskému a würzburskému biskupovi a proti falckému kurfiřtovi.
12. dubna byly Švábským svazem rozprášeny Baltringerské houfy, den nato však musel Waldburg-Zeil vstoupit do jednání s dobře organizovanými houfy nedaleko Wurzachu a Weingartenskou smlouvou je přiměl složit zbraně. Pod slibem rozhodčího soudu se rolníci rozešli.
16. dubna se srotili sedláci ve Württembersku. 8 000 rolníků obsadilo Stuttgart a v květnu pokračovalo tažením k Böblingen. Také u Halle a Gmündu se vytvořily houfy, které vyrabovaly kláštery Lorch a Murrhardt a zničili hrad Hohenstaufen.
Po úspěchu u Weingartenu táhl Waldburg-Zeil do údolí Neckaru, kde 12. května zvítězil nad velkou převahou sedláků v bitvě u Böblingen. Vůdce poražených Matern Feuerbacher poté utekl na jih. Podobného vítězství dosáhl 2. června u Königshofen.
K nejvýznamnějším střetům selské války patří bitva u Frankenhausenu z 15. května 1525, kde byli poraženi povstalí Durynčané pod vedením Tomáše Müntzera. Sám Müntzer byl popraven 27. května v Mühlhausenu.
23. května bylo 18 000 sedláky obsazeno město Freiburg im Breisgau. Po tomto úspěchu se vůdce útoku Hans Müller rozhodl táhnout na pomoc obléhatelům Radolfzell, ale přidala se k němu jen hrstka rolníků, kteří se chtěli starat o svá pole. Krátce poté byli poraženi arcivévodou Ferdinandem. 4. června došlo ke střetu Waldburg-Zeila se Světlými houfy, které těsně před bitvou opustil Götz von Berlichingen. Ve dvou hodinách padlo 8 000 sedláků. Během několik následujících měsíců zpacifikovalo vojsko Švábského svazu i zbylé povstalecké skupiny.

## Následky

### Pro povstalce

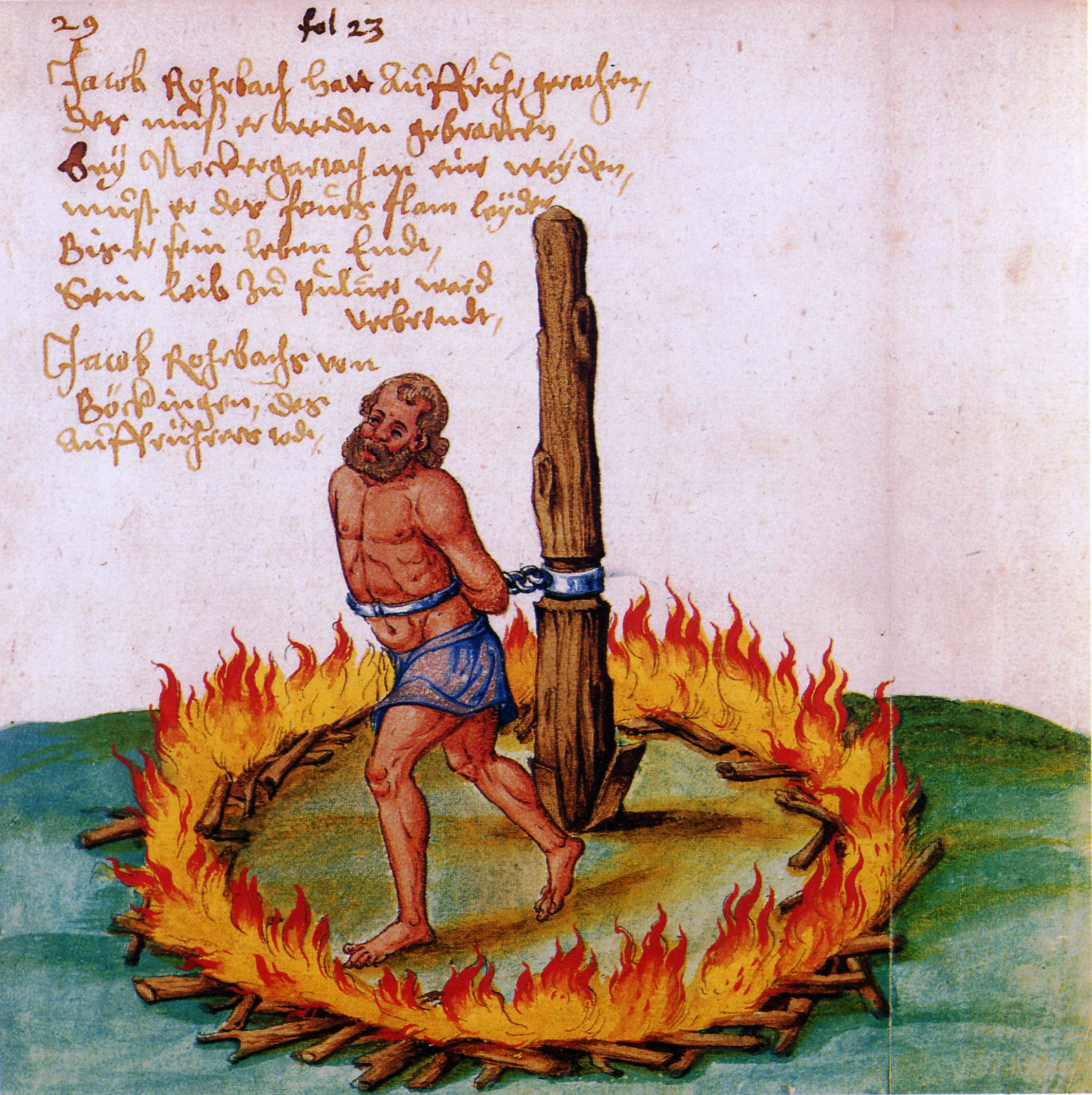
Poprava Jakoba Rohrbacha, jednoho z vůdců povstání.

Následky pro povstalce byly tvrdé. Asi 100 000 jich padlo během bojů. Zbylí upadli pro vzpouru do říšské klatby, přišli o svůj majetek a byli prohlášeni za psance, někteří z vůdců povstání jako byl Florian von Geyer byli zabiti na útěku, jiní byli zajati a odsouzeni k smrti. Thomas Müntzer byl rozčtvrcen, Jakob Rohrbach upálen na mírném ohni, Wendel Hipler, Hans Müller von Bulgenbach či významný würtenberský malíř Jerg Ratgeb byli sťati. Jediný z vůdců povstání, kterému se podařilo uprchnout, byl Michael Gaismair. Uchýlil se do Padovy, ale i zde si ho roku 1532 našel najatý vrah. Götz von Berlichingen byl sice uvězněn, ale na přímluvu císaře Karla V. unikl trestu smrti. Po svém propuštění roku 1540 se vyznamenal ve válkách s Osmany a roku 1562 zemřel ve vysokém věku na svém hradě Hornbergu. Tresty, někdy velmi kruté jako zmrzačení, oslepení atd., čekaly i na další účastníky a podporovatele. Mnoho obcí přišlo pro podporu povstání o svá práva, zejména soudní, byly zakázány svátky a městům byly strhávány hradby. Sedláci museli odevzdat zbraně a bylo zakázáno navštěvovat po setmění hostince.
Přesto se v několika oblastech postavení poddaných rolníků zlepšilo. V několika místech, kde si stěžovali na přetěžování, byla uzavřena smírná porovnání. Daně už pro příště nebyly odváděny prostřednictvím vrchností, ale byly odevzdávány přímo knížatům.

### Pro vojevůdce
Pro některé šlechtické vojevůdce (Georg von Waldburg-Zeil) znamenaly zásluhy o porážku povstání významný společenský a majetkový vzestup.

### Pro Říši
Ještě několik let vytrval pod vedením Michaela Gaismaira odpor v Tyrolsku, tlupy zběhlých sedláků loupily ještě několik desetiletí v německých lesích. K velkým povstáním však už ale nedocházelo. Sedlákům se totiž otevřela cesta k říšskému komornímu soudu, u kterého mohli svou vrchnost zažalovat. Tímto opatřením se mocenským elitám podařilo svést potenciální odpor do právních mezí.
Dlouhodobé následky pro hospodářství měla i ztráta 100 000 padlých sedláků.

## Selská válka a náboženství

### Martin Luther
Přestože selské hnutí ve svých požadavcích zahrnovalo i mnohé z bodů reformace, Martin Luther se od rolníků zřetelně distancoval. Už roku 1521 zřetelně odlišoval, že reforma se má týkat pouze církve. Poté, co byl vrchnostmi obviněn z odpovědnosti, se po weinsberské vraždě postavil ostře proti povstalcům a na stranu knížat. Své názory na věc nechal vydat tiskem. Lutherská reformace tímto aktem do značné míry ztratila svůj revoluční potenciál.

### Novokřtěnci
Reformační novokřtěnecké hnutí bylo díky svému antiklerikanismu úzce spojeno s povstalými sedláky, mnohdy volily obě skupiny společný postup. Většina novokřtěnců však od roku 1527 volila v duchu Schleitheimerských artikulů nenásilnou cestu. Dodnes se těchto zásad přidržují mennonité a hutterité.

## Idea komunalismu
Historik Peter Blickle položil při interpretaci německé selské války důraz na význam komunalismu jako základního prvku organizace společnosti. V souvislosti s poklesem významu osobního vztahu poddaný – vrchnost během pozdního středověku narůstal význam obce jako autonomní jednotky, která vytvořila mechanismy vnitřní regulace a správy společného majetku. Charakteristickými rysy obce bylo obecní shromáždění volící kolektivní vedení (starší) a existence obecního soudu. Vzniklo tak vědomí silné sounáležitosti. Obce vytvářely prostřednictvím norem i vlastní hodnotový systém. Mezi jeho hlavní prvky patřil smír v rámci obce, upřednostnění prospěchu komunity před prospěchem jednotlivce (jež bylo pevně spjato s kategorií cti), nebo obecný nárok na nutné životní potřeby k obživě. Z hodnot potom v dalším stupni vyplýval nárok na osobní svobodu a vlastnictví majetku. Tento proces probíhal jak na venkově, tak ve městech. Příslušníci obce se definovali jako třetí ze stavů, tvořících tehdejší společnost – laboratores. Obec byla tvořena obyvatelstvem, které se živilo pravidelnou prací a nedisponovali mocí nad ostatními lidmi. Vyloučeni byli lidé z okraje společnosti bez stálého živobytí. Rozvinutý komunalismus v jižním Německu počátkem 16. století vytvořil prostředí, které umožnilo existenci tak masového a vysoce organizovaného odporu, jakým byla německá selská válka.
Blickleho termín obec není totožný s dnešním významem užívaným pro nejnižší správní jednotku státu. Komunalismus také není shodný s republikanismem, i když pro jeho vznik vytváří vhodné podmínky.